# 微香冬青
微香冬青（学名：Ilex subodorata）为冬青科冬青属的植物，是中国的特有植物。分布在中国大陆的贵州、云南等地，生长于海拔1,600米至1,680米的地区，一般生长在山地河边密林中，目前已由人工引种栽培。